# Oropus debilis
Oropus debilis är en skalbaggsart som beskrevs av Thomas Casey 1908. Oropus debilis ingår i släktet Oropus och familjen kortvingar. Inga underarter finns listade i Catalogue of Life.